# Epidermophyton
Epidermophyton is een geslacht van schimmels behorend tot de familie Arthrodermataceae. De typesoort is Epidermophyton inguinale. De soort Epidermophyton floccosum die schimmelinfectie kan veroorzaken. De schimmel verspreidt zich door macroconidia en chlamydosporen. 

## Soorten
Volgens Index Fungorum telt het geslacht vier soorten (peildatum juli 2023):
| Soortnaam                    | Auteur(s)                 | Publicatiejaar |
| ---------------------------- | ------------------------- | -------------- |
| Epidermophyton angustisporum | Boedijn                   | 1951           |
| Epidermophyton floccosum     | (Harz) Langeron & Miloch. | 1930           |
| Epidermophyton inguinale     | Sabour.                   | 1907           |
| Epidermophyton stockdaleae   | Prochacki & Eng.-Zas.     | 1974           |